# Marino Morettini
Marino Morettini (n. 2 ianuarie 1931, Vertova, Lombardia, Regatul Italiei – d. 10 decembrie 1990, Milano, Italia) a fost un ciclist italian, medaliat olimpic. A participat la o ediție a Jocurilor Olimpice (1952) în care a câștigat o medalie de aur și o medalie de argint.

## Participări
Lista de mai jos prezintă principalele competiții la care a participat Marino Morettini de-a lungul carierei.
- Pyöräily kesäolympialaisissa 1952 – miesten aika-ajo[*]